# エリック・マグヌス・スタール・フォン・ホルシュタイン

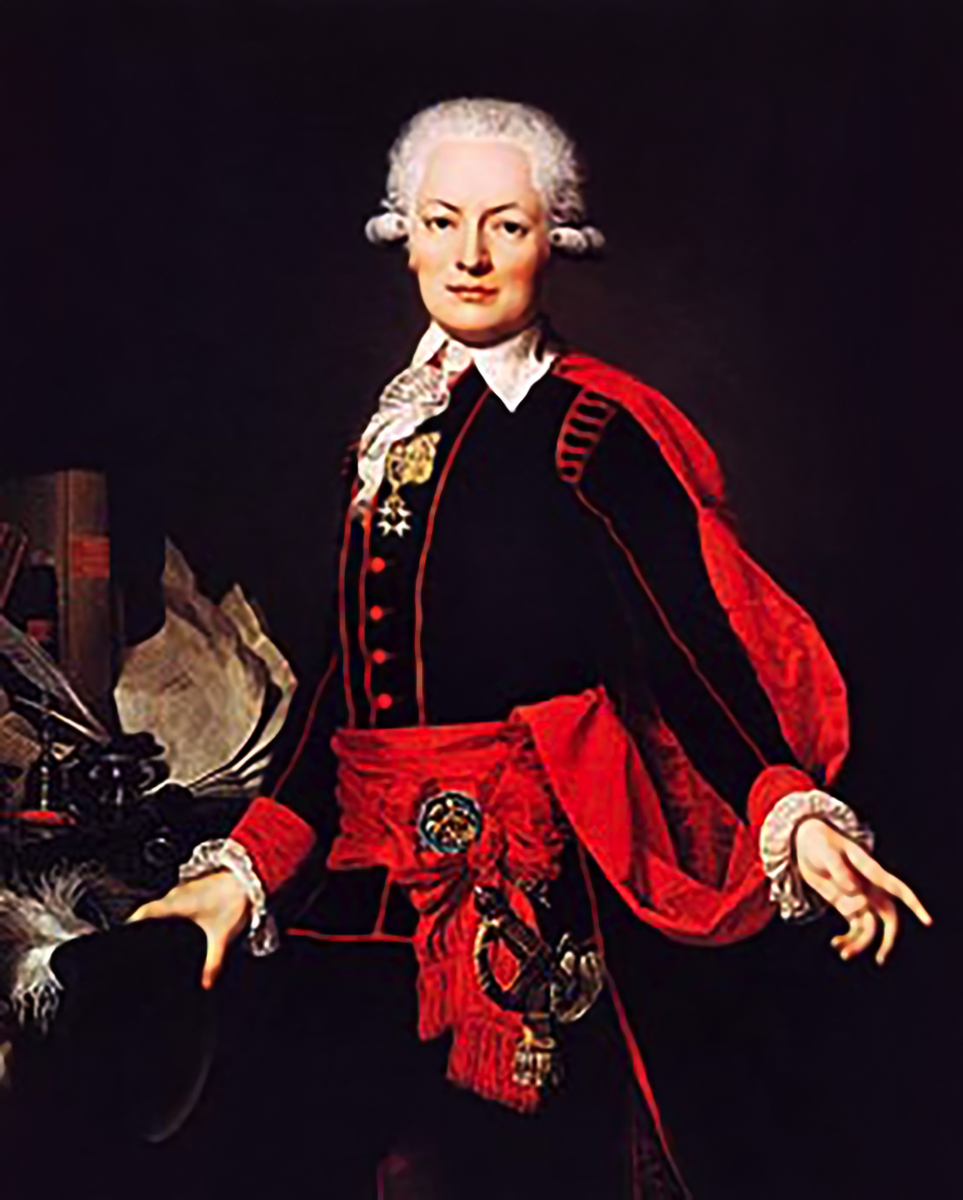
エリック・マグヌス・スタール・フォン・ホルシュタイン男爵

エリック・マグヌス・スタール・フォン・ホルシュタイン（Erik Magnus Staël Von Holstein、1749年10月25日-1802年9月5日）男爵は、スウェーデンの貴族、外交官。スタール＝ホルシュタイン男爵とも。
エステルイェータランド生まれ。1776年にスウェーデン王グスタフ3世の妃ソフィア・マグダレーナの侍従となった。1783年にクロイツ伯爵の後任として、フランスの大使に任命され、1792年まで勤めた。1786年にフランスの元財務長官ジャック・ネッケルの娘アンヌ・ルイーズ・ジェルメーヌ・ネッケルと結婚。彼女は俗にスタール夫人とも呼ばれる。1788年に男爵の称号を授与され、貴族となった。しかしこの時に夫人とは別居、1799年に二人は離婚した。
1789年にフランス革命が勃発した後もフランスに残っていたが、1793年にフランスが王国から共和国に変わるとフランスから出国したが、2年後にパリに戻って外交官から引退した。夫人との離婚後、1802年にスイスを旅行中に死亡した。